# Sankt Olof
Sankt Olof – miejscowość (tätort) w Szwecji, w regionie administracyjnym (län) Skania, w gminie Simrishamn.
Według danych Szwedzkiego Urzędu Statystycznego liczba ludności wyniosła: 666 (31 grudnia 2015), 705 (31 grudnia 2018) i 684 (31 grudnia 2019).